# Operacje śląskie

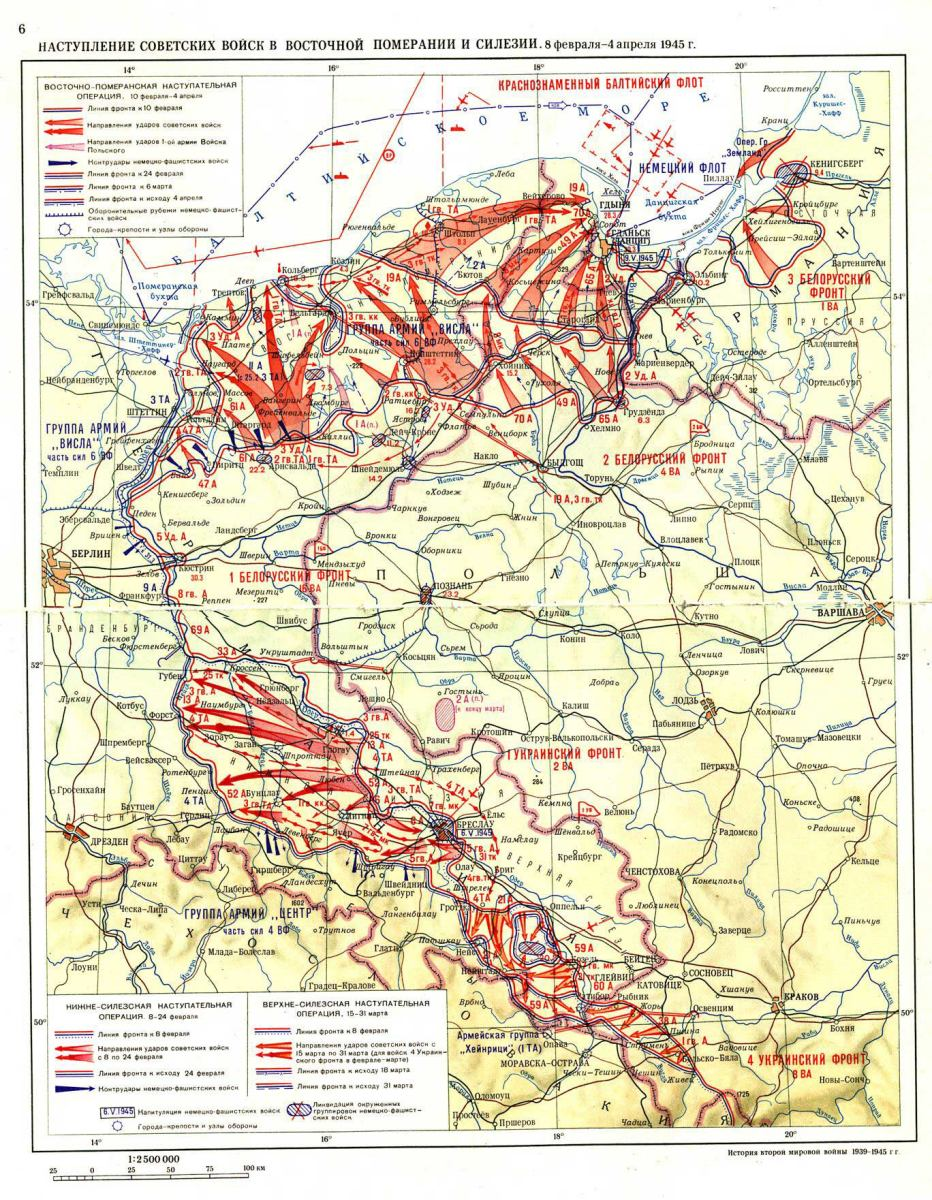
Operacje: pomorska i śląskie

Operacje śląskie – radzieckie ofensywne operacje przeprowadzane w okresie lutego i marca 1945 r. Operacja dolnośląska trwała od 8 do 24 lutego, a operacja górnośląska od 15 do 31 marca. Operacje te zabezpieczały południową (lewą) flankę uderzenia na Berlin, i miały na celu oczyszczenie Śląska z wojsk niemieckich (analogicznie, operacja pomorska zabezpieczała północną – prawą flankę tego ataku). Operacje śląskie były przeprowadzone przez 1 Front Ukraiński pod dowództwem marsz. Iwana Koniewa, po zakończeniu operacji sandomiersko-śląskiej.
Koniew zlikwidował niemiecką Grupę Armii „Środek” feldmarszałka Schörnera, rozbijając 28 dywizji i niszcząc całkowicie 5 dywizji niemieckich. Armia Czerwona zajęła tym samym obszar całego historycznego Śląska. Dla III Rzeszy utrata tak ważnego obszaru przemysłowego oznaczała znaczne obniżenie możliwości obronnych (gdyż w tym rejonie znajdowały się kluczowe dla przemysłu zbrojeniowego zakłady produkcyjne) i pogorszenie sytuacji strategicznej, w konsekwencji przyspieszyło to upadek III Rzeszy.